# Turnera guianensis
Turnera guianensis là một loài thực vật có hoa trong họ Lạc tiên. Loài này được Aubl. miêu tả khoa học đầu tiên năm 1775.